# إلهام سويونوف
إلهام أنفاروفيتش سويونوف (بالأوزبكية: Ilhomjon Suyunov) (مواليد 17 مايو 1983 في أوزبكستان) لاعب كرة قدم أوزبكستاني دولي يجيد اللعب في خط الدفاع . يلعب حاليا لصالح نادي باختاكور الأوزبكستاني منذ 2004 .

## روابط خارجية
- إلهام سويونوف على موقع قاعدة بيانات كرة القدم.إي يو (الإنجليزية)
- إلهام سويونوف على موقع ناشيونال فوتبول تيمز (الإنجليزية)
- إلهام سويونوف على موقع Soccerway.com (الإنجليزية)